# Бресе (Ил и Вилен)
Бресе (фр. Brécé) насеље је и општина у северозападној Француској у региону Бретања, у департману Ил и Вилен која припада префектури Рен.
По подацима из 2011. године у општини је живело 1963 становника, а густина насељености је износила 274,16 становника/km². Општина се простире на површини од 7,16 km². Налази се на средњој надморској висини од 44 метара (максималној 73 m, а минималној 32 m).

## Демографија
| 1962. | 1968. | 1975. | 1982. | 1990. | 1999. | 2011. |
| ----- | ----- | ----- | ----- | ----- | ----- | ----- |
| 434   | 454   | 630   | 835   | 1.128 | 1.561 | 1.963 |

График промене броја становника у току последњих година